# Kert

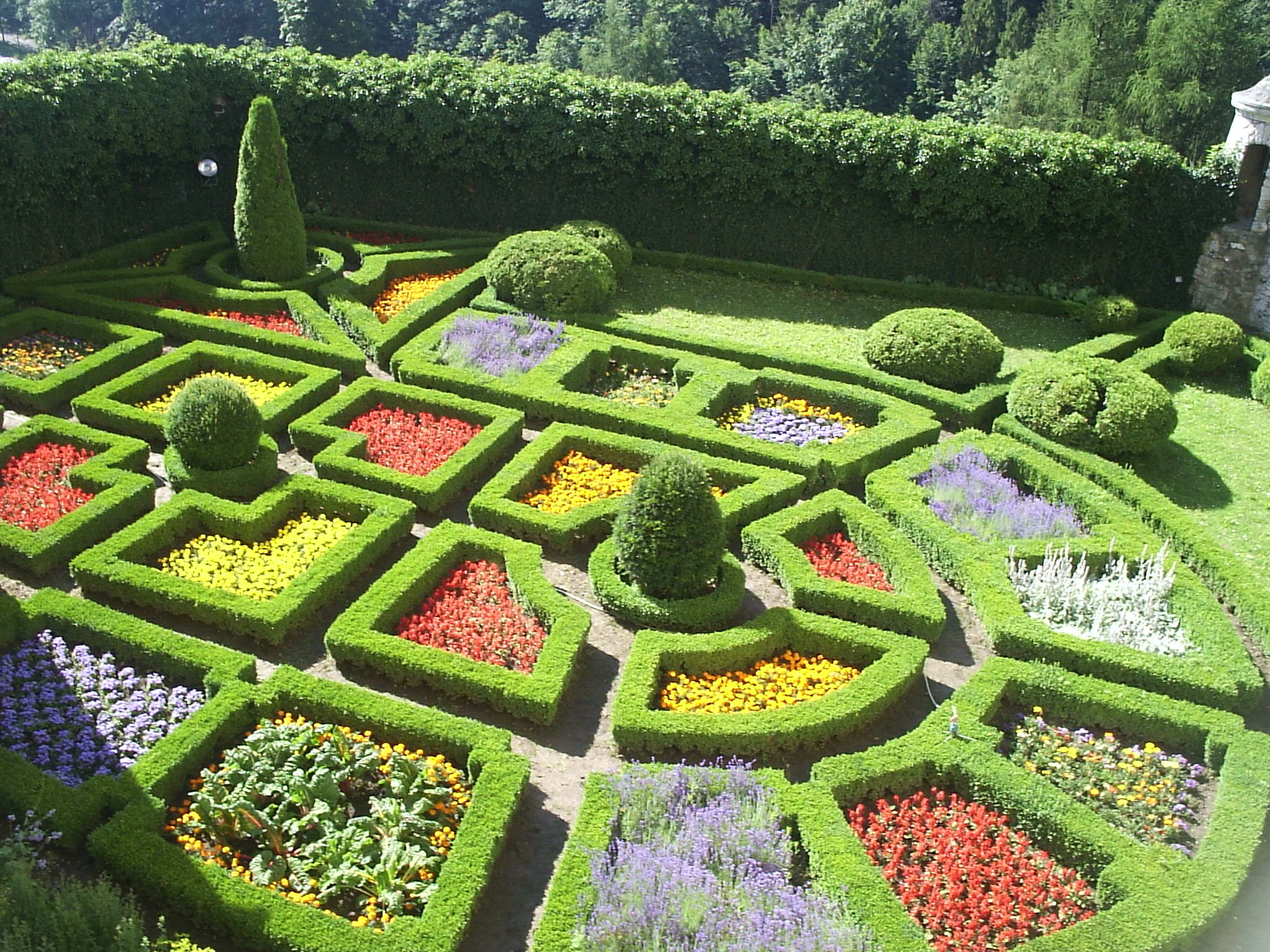
Reneszánsz kert a lengyelországi Pieskowa Skałában

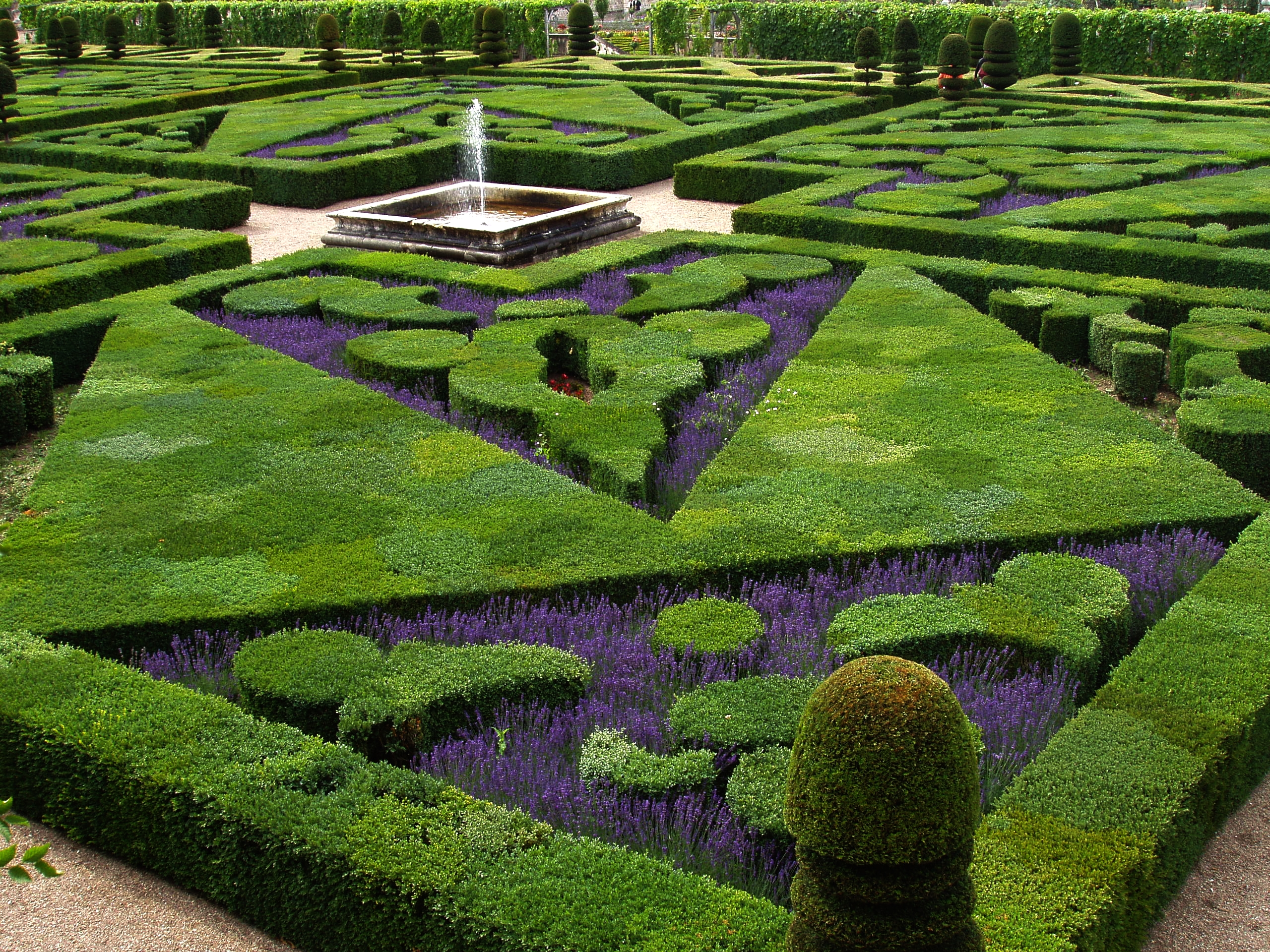
Franciakert a Loire-völgyben

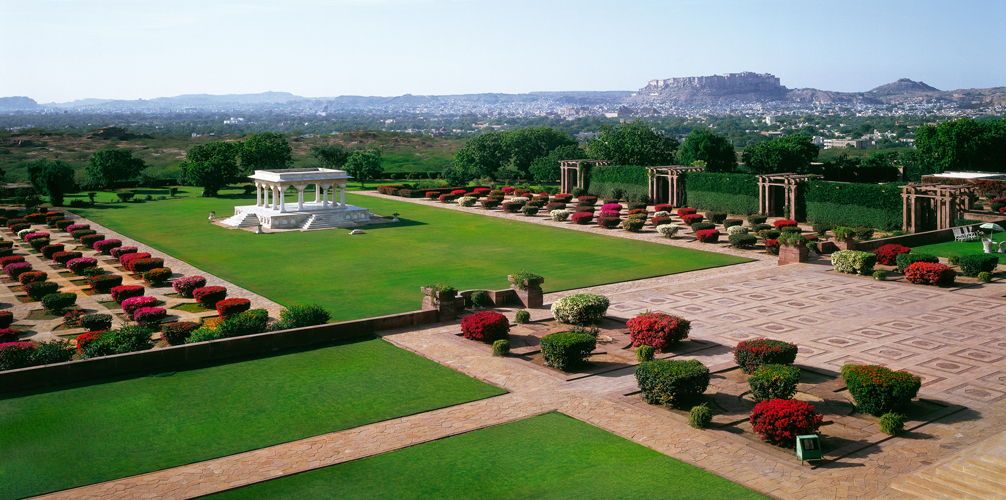
Az Umaid Bhawan palota hátsó kertje az indiai Dzsodpurban

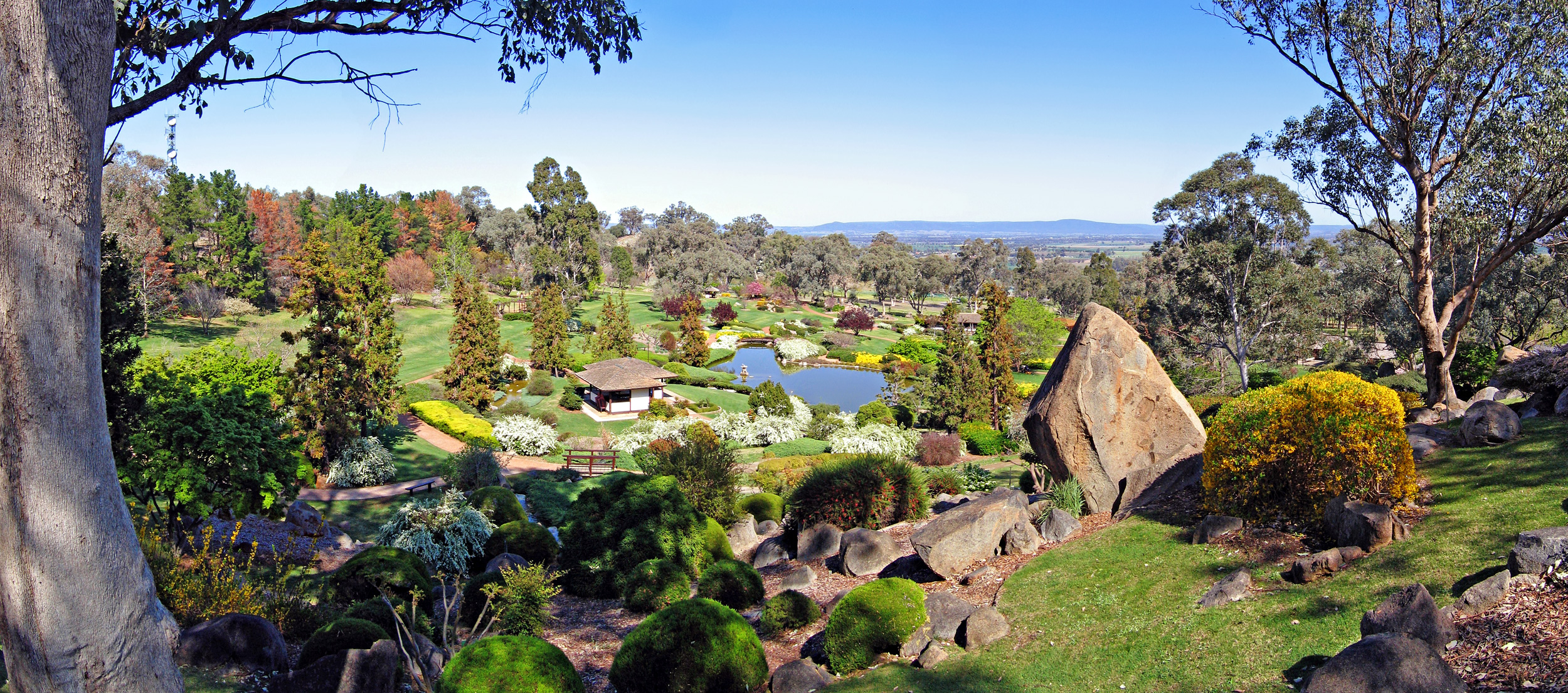
Japánkert Ausztráliában

A kert haszon- vagy dísznövények termesztésére szolgáló, rendesen bekerített terület. A be nem kerített – általában gyümölcsfákat és gyümölcsöt termő cserjéket tartalmazókat – vadkerteknek nevezzük. Vannak haszonkertek: gyümölcsösök, konyhakertek, faiskolák és kereskedelmi kertek; díszkertek: házi, virágos és rózsakertek és parkok; tudományos kertek: füvészeti, fatenyésztési, gyümölcsészeti, szőlészeti és iskolakertek.
Jogi értelemben a kert a termőföld egyik művelési ága, ahol szőlővel, zöldségfélékkel, virág-, vagy dísznövénnyel, gyümölcsfával vegyesen hasznosított területen gazdálkodnak. A kert művelési ághoz közé sorolják még a fóliasátrakat, a melegágyakat, a palántanevelő telepeket, a csemetekerteket, a komlóültetvényeket, illetve a karácsonyfa, díszítőgally, vadgyümölcs, vessző termelést, illetve az erdészeti szaporítóanyagokat termelő területeket is.

## Gyümölcsöskert
Haszonkerteken vagy gyümölcsösökön rendszerint tisztán gyümölcstermesztésre használt kerteket értünk, nagyon sok gyümölcsösben azonban újabb időben, midőn a kertész minden talpalatnyi földet kihasználni törekszik, különösen a magas törzsű, valamint a pányvafák sorai között más növényeket is termesztenek. A közönséges gyümölcsösben mindenféle faalakot találhatunk, magas és alacsony törzsűt úgy beállítva, hogy egymás fejlődését minél kevésbé akadályozzák. A francia gyümölcsösökben csak törpe fák vannak, melyek kevesebb helyet foglalnak, így ezekben a területet jobban kihasználják. Nagyon fontos a gyümölcstermelésnél a fajták helyes megválasztása, ami ellen különösen azok vétenek, akik kis területen sok fajtát akarnak termeszteni. Legcélszerűbb kevés, de jó fajtákat termeszteni s azokat úgy összeválogatni, hogy minden évszakban három-négy különböző fajtánk legyen minden gyümölcsfajból. Kisebb gyümölcsösökben almák közül: a fehér és piros téli kalvél, párizsi rambour-renet (kanadai renet), grawensteini, téli arany parmén, danzigi bordás, orleansi renet, francia szürke és aranyrenet, ananász-alma, fehér asztrakáni és virginiai nyári alma; körték közül: muskotály-körte, zöld magdolna, júliusi esperes, boldogasszony vajkörtéje, őszi vajkörte, zöld izambert, Napoleon vajkörtéje, Diel vajkörtéje, Hardenpont téli vajkörtéje, egri körte, téli esperes és Esperen bergamotja; szilvák közül: elsősorban a besztercei szilva, továbbá ringlók, vörös barackszilva és sárga úri szilva ajánlhatók. A cseresznye- és meggyfajták közül kisebb kertekbe azokat a fajtákat ültessük, amelyek kevés helyet foglalnak el, ilyenek: a hortense, májusi cseresznye, montmorencyi üvegcseresznye, ostheimi meggy; diók közül a francia papirhéjúakat.

## Konyhakert

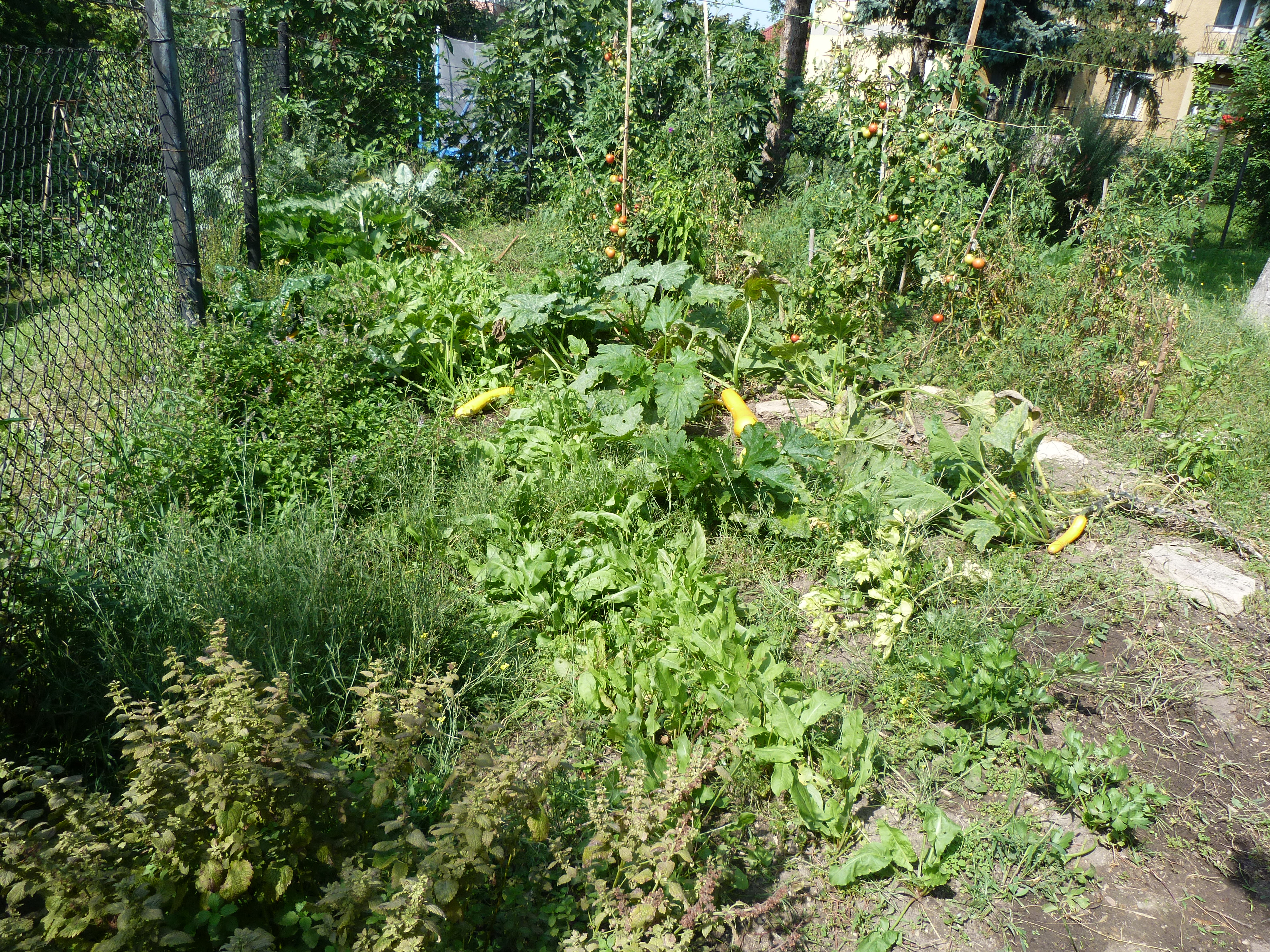
Konyhakert (Citromfű, sóska, rukkola, cukkini)

Konyhakertben zöldség- és főzelékfélék termesztése végett a talajt legalább 50 cm mélyen megforgatják, legjobb e célra a kevésbé kötött friss talaj. A konyhakert fő kelléke a jó komposzt és egyéb trágyalevek; mindenekelőtt ennek beszerzéséről gondoskodunk s a kertnek valamely rejtettebb félárnyékos részén jelöljük ki számára a helyet. Kutak, csatornák, medencék, meleg- és hidegágyak szintén megtalálhatók a konyhakertben. A biológiai szemlélettel kialakított konyhakertben törekszenek az egymás fejlődését támogató növények párosítására. A talajélet megkímélése érdekében a talaj forgatása helyett az évelő és egynyári növényeket váltogatják és a gyomnövények elterjedése ellen az erdő talaját utánozva talajtakarást (mulcs) alkalmaznak. 

## Faiskolák
Faiskolákban különböző gyümölcs- és díszfát, valamint cserjéket nevelünk. Vannak olyanok, amelyekben mindenféle fát és cserjét nevelnek és olyanok, melyekben csak egyes fajokat, pl. rózsákat, toboztermőket (koniferák) stb. termesztenek. Minthogy különösen az utóbbi faiskolákban a talaj nagyon hamar kimerül, az egész területet úgy osztjuk be, hogy az illető fa- és cserjeféléket bizonyos időközökben más terményekkel váltjuk fel, amit már a faiskola berendezésénél szem előtt kell tartanunk. Legalkalmasabbak e célra a különböző zöldség- és főzelékfélék; célszerűen váltakozhatnak pl. a toboztermők a földi eperrel (szamócával), a rózsák félcserjékkel. A fafélék sem maradhatnak mindig ugyanazon a helyen, a lágymagúakat csonthéjasok, a fákat cserjék, a lombhullatókat örökzöld fajok válthatják fel. Ahol 6-7 esztendeig fásszárúak tenyésznek, ott 2-3 esztendeig kapás növényeket termeszthetünk. A fajták szaporítására szükséges szaporító és nemesítő anyagot kisebb ágyakon, arborétumokban, alanyiskolákban, rózsakertekben neveljük. Faiskolának legalkalmasabb a homokos agyagtalaj; melyet legalább 70 cm mélyen megforgatunk s ezt minden 6-7 év múlva ismételjük. Bizonyos kényesebb és finomabb növények számára különös gonddal műveljük meg a talajt. A faiskolában különböző tenyész- és szaporító-ágyakat, lápföldet és hangaföldet sem nélkülözhetünk.

## Kereskedelmi kert
Kereskedelmi kertekben eladásra szánt fákat, cserjéket és különböző dísznövényeket nevelnek s különféle céljuknak megfelelően különféleképpen vannak berendezve.

## Díszkert
Díszkerteken nemcsak szorosan a ház közvetlen közelében levő kertet értjük, hanem általában minden kertet, melyben valamely család üdülés vagy szórakozás, a természet élvezete végett tartózkodni szokott, s éppen ezért családi kertnek is nevezhetnénk. Legkellemesebb természetesen, ha közvetlenül a ház mellett van s különösen a lakásból közvetlenül a kertbe léphetünk. Ha udvar választja el a kertet a lakástól, úgy legalább kertszerű összeköttetést hozzunk létre köztük, pl. lugassal. A házi kert vagy tisztán díszkert vagy egyúttal haszonkert is lehet s többnyire ilyen is szokott lenni. Egy kis gyümölcsöt, pl. szamócát, köszmétét, ribizlit, minden házi kertben lehet termeszteni anélkül, hogy a szépség rovására menne. Ha a hasznos növények túlsúlyban vannak benne, úgy virágos haszonkertnek, ellenben ha a virágok és dísznövények vannak többségben benne, akkor hasznos díszkertnek nevezzük. Amely házi kertben csak virágok és dísznövények vannak, azt virágos kertnek, ha rózsák adják meg neki a jelleget, rózsakertnek nevezzük. A nagy terjedelmű díszkertnek park a neve.

## Tudományos kert
A tudományos kertekben tudományos, pl. mint növénybonctani, morfológiai, fiziológiai, honosítási, tenyészkísérleti, stb. célokra szükséges növényeket termesztenek, s azért az ily kertek a különböző céloknak megfelelően vannak berendezve. Füvészeti (botanikai) kertekben együtt találjuk az összes növénycsalád képviselőit; dendrológiai kertekben csak fákat és cserjéket találunk; gyümölcsösökben csak gyümölcsfákat és gyümölcscserjéket; szőlészeti kertek csak a szőlőtermelés számára szolgáltatnak anyagot. Iskolakertek a kertészet elemeiben való oktatásra szolgálnak.